# Leptobrachella lateralis
Leptobrachella lateralis é uma espécie de anfíbio anuro da família Megophryidae. Está presente na Índia. A UICN classificou-a como vulnerável.